# King's Quest: Mask of Eternity
King's Quest: Mask of Eternity è un'avventura grafica / action RPG sviluppata e pubblicata dalla Sierra On-Line per sistemi Microsoft Windows nel 1998. Il videogioco fa parte della serie di King's Quest ed è l'ottavo e ultimo capitolo pubblicato.

## Modalità di gioco
Il gioco combina l'utilizzo di un cursore punta e clicca di King's Quest VII e una variazione dell'inventario degli oggetti tipico dei giochi di avventura. Include inoltre informazioni sui pezzi di maschera totali raccolti e sulle monete d'oro ottenute. Un menu lungo la parte inferiore dello schermo include informazioni riguardanti il livello, l'esperienza del personaggio, gli oggetti curativi, le pozioni che forniscono diverse abilità, le due armi attuali e l'armatura. Sul lato destro del menu è presente l'interfaccia per il rampino e le rocce.
Il cursore è dinamico e può cambiare in quattro tipi diversi a seconda delle azioni. Il cursore principale funziona in modo molto simile a quello di King's Quest VII. È usato per guardare, prendere, parlare e agire. Come in King's Quest VII, raccogliendo un oggetto dall'inventario il gioco passa a un cursore differente, in grado di mostrare un'immagine di quanto raccolto e consente al giocatore di fare clic su qualcos'altro. Il successivo è il cursore della spada, molto simile a quello visto alla fine di King's Quest VI. È usato per il combattimento nel gioco. Il cursore finale è il cursore freccia, che consente al giocatore di fare clic sui nemici a distanza e sparare proiettili.
Il gioco è stato progettato principalmente per essere giocato in terza persona, ma offre anche una modalità in prima persona. La modalità in prima persona è stata introdotta principalmente nel gioco per consentire ai giocatori di guardarsi meglio intorno o ottenere primi piani delle cose che appaiono a schermo, ma non può essere usata durante le interazioni con altri personaggi. Ci sono tre livelli di difficoltà per il combattimento (facile, normale e difficile).

## Doppiaggio italiano
- Stefano Albertini: Accoliti, Lord Azriel, Gnomo Armaiolo, Uomini delle colline, Thork
- Dania Cericola: Sarah, Unicorno, Gwennie, Sciamano
- Elisabetta Cesone: Signora del Lago, Silfide, Regina Freesa, Ninfe della Neve
- Andrea De Nisco: Consigliere a corte, Giovane Kavanagh, Gnomo armoraio, Re dei Grifoni, Orchi di ghiaccio
- Gianni Gaude: Connor
- Pino Pirovano: Re Graham, Gnomo saggio, Gnomo minatore, Fabbricante d'armi
- Alberto Olivero: Lucreto, L'Oracolo dell'Albero
- Claudio Ridolfo: Scheletri, Fiammella
- Caterina Rochira: Strega della palude, Gnomo farmacista
- Luigi Rosa: Venerabile, Re Mudge, Grifone
- Aldo Stella: Mago, Sir James di Daventry, Profeta Ettore, Uriel

## Accoglienza
Roberta Williams affermò che Mask of Eternity era tra i giochi di avventura più venduti del 1998, totalizzando il doppio delle copie di Grim Fandango, e che ogni gioco della serie aveva sempre superato il precedente (evidenziando tuttavia il fatto di non essere al corrente dei numeri esatti in quel momento a causa di cambiamenti nella gestione).  Tuttavia, secondo GameSpot, le vendite del gioco negli Stati Uniti nel novembre 2000 erano "solo una frazione" delle 300000-400000 unità vendute nella regione da ciascuno dei suoi immediati predecessori. Solo nel 2001 vendette 69976 unità in Nord America (questa stima non includeva però le vendite online). Nel 2002, Louis Castle di Westwood Studios stimò le vendite totali in 750000 unità.
Mask of Eternity è stato finalista per il premio "Miglior gioco di avventura" 1998 di Computer Gaming World, che alla fine fu vinto a pari merito da Grim Fandango e Sanitarium. Allo stesso modo venne nominato in questa categoria da CNET Gamecenter, GameSpot, Computer Games Strategy Plus e Academy of Interactive Arts & Sciences, ma venne sempre sconfitto da Grim Fandango. L'Academy lo nominò inoltre per un "Miglior risultato nello sviluppo del personaggio o della storia", che andò però a Pokémon Rosso e Blu. Mask of Eternity ha vinto il premio "Miglior risultato tecnico" di RPG Vault e si guadagnò il titolo di gioco d'avventura dell'anno presso Digital Entertainment On-line.